# Sue O'Connor
Sue O'Connor es una arqueóloga australiana y profesora distinguida en la Escuela de Cultura, Historia e Idioma de la Universidad Nacional de Australia. Su investigación se centra principalmente en la evidencia del asentamiento del Pleistoceno y las primeras migraciones humanas en la región del Indo-Pacífico.

## Educación
O'Connor estudió arqueología en la Universidad de Nueva Inglaterra (Australia) y se graduó con honores en 1980. Amplió sus estudios en la Universidad de Australia Occidental, donde recibió su doctorado en 1991. 

## Carrera
O'Connor fue profesora en la Universidad de Australia Occidental (UWA) de 1991 a 1994. En 1994, aceptó una beca de investigación en la Universidad Nacional de Australia (ANU) en el Departamento de Arqueología e Historia Natural. En 2005, fue ascendida a Jefa de Departamento y en 2008 fue nombrada Profesora Titular. O'Connor ha realizado proyectos arqueológicos en el Territorio del Norte de Australia, Kimberley (Australia Occidental), Indonesia, Papua Nueva Guinea y Timor Leste. Los resultados de su investigación han demostrado la primera evidencia de que pueblos antiguos vivieron en la región de Kimberley hace más de 40.000 años. Sus investigaciones también han dado como resultado los primeros indicios de producción de arte rupestre en Australia 

### Descubrimientos arqueológicos importantes

#### Cueva de Timor Oriental
O'Connor dirigió una expedición de investigación que descubrió una cueva en Timor Oriental, con evidencia de personas que vivieron hace más de 42.000 años. Es "la evidencia más antigua de ocupación por humanos modernos en las islas que fueron los trampolines desde el sudeste asiático hasta Australia". Antes de la investigación de O'Connor, los estudiosos creían que los primeros humanos emigraron hacia el sur desde el sudeste asiático marítimo hasta Australia viajando hacia el norte a través de Borneo y Sulawesi, y luego hacia el sur a través de Papúa Nueva Guinea. Con los nuevos hallazgos de la investigación, O'Connor cree que los primeros humanos viajaron hacia el sur desde el sudeste asiático marítimo a través de Timor Oriental hasta Australia . 

#### Domesticación canina en Timor Oriental
O'Connor trabajó en un equipo que realizó una investigación sobre el entierro de un perro encontrado en Matja Kuru en Timor Oriental. Sus hallazgos sugieren que los humanos domesticaron perros en el sitio ya hace 3.000 años. El análisis de los restos reveló una serie de similitudes morfológicas entre los perros domesticados modernos y el perro encontrado en el lugar del entierro. O'Connor y su equipo afirman que la presencia de perros domesticados puede indicar que en ese momento todavía prevalecía un estilo de vida de caza y búsqueda de alimento.

#### Entierro de la época del Pleistoceno
En 2017, el equipo de investigación de O'Connor recuperó los anzuelos más antiguos del mundo de un antiguo cementerio en la isla de Alor, Indonesia . Se encontraron cinco anzuelos circulares giratorios, probablemente utilizados para la pesca en alta mar, debajo de la barbilla y alrededor de las mandíbulas de un esqueleto de mujer adulta enterrado hace 12.000 años. Este descubrimiento contradice la teoría actual de que la mayoría de las actividades pesqueras en la isla habían sido realizadas por hombres. Hasta 2017, los anzuelos más antiguos encontrados en un lugar de enterramiento fueron desenterrados en un río en Siberia y se determinó que tenían 9.000 años. 

### Libros
- O'Connor, Sue (1999). 30,000 Years of Aboriginal Occupation: Kimberley, North West Australia (Terra Australis, 14). Australian National University. p. 155. ISBN 978-0731546220.
- O'Connor, Sue; Fairbairn, Andrew (2012). New Directions in Archaeological Science (Terra Australis) (Volume 28). Australian National University. p. 274. ISBN 978-1921536489.
- O'Connor, Sue (2013). Transcending the Culture-Nature Divide in Cultural Heritage (Terra Australis 36): Views from the Asia–Pacific region (Volume 36). Australian National University. p. 254. ISBN 978-1922144041.

### Artículos
- O'Connor, Sue; S. Balm; S. Fyfe (2013). «Marking resistance? Change and continuity in the recent rock art of the southern Kimberly, Australia». Antiquity 87 (336): 539-554. doi:10.1017/S0003598X00049115.
- O'Connor, Sue; P. Tacon; N. Tan (2014). «The global implications of the early surviving rock art of greater Southeast Asia». Antiquity 88 (342): 1050-1064. doi:10.1017/S0003598X00115315.
- O'Connor, Sue; M. Langley (2015). «6500-Year-old Nassarius shell appliques in Timor-Leste: technological and use wear analyses». Journal of Archaeological Science 62: 175-192. doi:10.1016/j.jas.2015.06.012.
- O'Connor, Sue; M. Mahirta; S. Samper Carro (2017). «Fishing in life and death: Pleistocene fish-hooks from a burial context on Alor Island, Indonesia». Antiquity 360 (91): 1451-1468. doi:10.15184/aqy.2017.186.
- O'Connor, Sue; J. Louys; S. Samper Carro (2017). «Hominin Dispersal and Settlement East of the Huxley's Line: The role of sea level changes, island size, and subsistence behaviour». Current Anthropology 58 (17): 567-582. doi:10.1086/694252.
- O'Connor, Sue; Jane Balme; Ursula Frederick et al. (December 2022). «Art in the bark : Indigenous carved boab trees (Adansonia gregorii) in north-west Australia». Antiquity 96 (390): 1574-1591. doi:10.15184/aqy.2022.129.

## Premios
- 1999-2003 Beca QEII del Consejo Australiano de Investigación [5]
- 2007 miembro elegido de la Academia Australiana de Humanidades (FAHA) [6]
- 2011 Medalla Rhys Jones por su destacada contribución a la arqueología australiana

- Beca Laureate del Consejo Australiano de Investigación 2012
- Premio del Vicerrector de la ANU 2018 a la excelencia en investigación [7]